# Новый Ашит (Башкортостан)
Но́вый Ашит (баш. Яңы Әшит) — деревня в Калтасинском районе Республики Башкортостан Российской Федерации. Входит в состав Кельтеевского сельсовета. 

## География

### Географическое положение
Расстояние до:
- районного центра (Калтасы): 16 км,
- центра сельсовета (Большой Кельтей): 9 км,
- ближайшей ж/д станции (Янаул): 84 км.

## История
Деревня основана примерно в XVIII-XIX веках, башкирским родом Каримовых. Закир Каримов был расстрелян большевиками в 1917 году, несмотря на то, что он не принимал участия в репрессиях. Его прямые родственники живут в деревне Юматово Уфимского района Республики Башкортостан.

## Население
| 2002 | 2009 | 2010 |
| ---- | ---- | ---- |
| 81   | ↘79  | ↘58  |

Национальный состав
Согласно переписи 2002 года, преобладающая национальность — башкиры (74 %).